# Sherman Coolidge
Sherman Coolidge, també conegut com a Runs on Top (Goose Creek, Wyoming, 1862 - Colorado, 1932). Predicador arapaho. Fill de Banasda (Big Heart) i Ba-ahnoce (Turtle Woman), el 1870 la seva mare l'entregà per la seva seguretat al Capità Coolidge, qui el convertí al baptisme i el va fer estudiar a una acadèmia militar. Nogensmenys, el 1884 decidí fer-se missioner entre els indis de Wind River, fou ordenat sacerdot i el 1902 es casà amb una blanca. Publicà articles a diaris i el 1911 fou membre de la Society of American Indians. El 1917 també publicà la revista Teepee Neighbours sobre els costums indis.